# Charles Howard (10e comte de Carlisle)
Pour les articles homonymes, voir Charles Howard et Howard.
Charles James Stanley Howard, 10e comte de Carlisle (8 mars 1867 - 20 janvier 1912) est un militaire britannique, et un homme politique unioniste libéral.

## Jeunesse
Il est le fils aîné de George Howard (9e comte de Carlisle), et Rosalind Frances. Son frère cadet est Geoffrey William Algernon Howard, député et vice-chambellan de la maison de 1911 à 1915. À la mort de leur mère en 1921, sa sœur aînée, Mary (épouse de Gilbert Murray) hérite du Château Howard, qui est ensuite passé à leur frère Geoffrey à sa mort.
Ses grands-parents paternels sont Charles Wentworth George Howard (le cinquième fils de George Howard (6e comte de Carlisle)) et Mary Priscilla Harriet Parke (deuxième fille et héritière de James Parke (1er baron Wensleydale)). Ses grands-parents maternels sont Edward Stanley (2e baron Stanley d'Alderley) et Henrietta Maria Dillon (fille aînée d'Henry Dillon (13e vicomte Dillon)).
Il fait ses études à Rugby et au Balliol College, Oxford.

## Carrière
Howard s'enrôle dans l'armée britannique et obtient le grade de capitaine dans le Border Regiment avant de se retirer de l'armée régulière. Il est nommé capitaine dans le 5e bataillon de milice de la Brigade des fusiliers britannique le 7 avril 1897. Le bataillon est envoyé en service actif dans la seconde guerre des Boers, et il sert en Afrique du Sud jusqu'en septembre 1902, quand il rentre chez lui sur le SS Avondale Castle.
En 1904, il est élu à la Chambre des communes pour Birmingham South, siège qu'il occupe jusqu'en 1911, date à laquelle il succède à son père dans le comté et entre à la Chambre des lords. Il est nommé lieutenant adjoint de Cumberland en 1905.

## Vie privée
Le 17 avril 1894, il épouse Rhoda Ankaret, la fille du colonel Paget Walter L'Estrange et d'Emily Ryves (une fille du général Ryves). Ensemble, ils ont un fils et trois filles :
- George Josslyn L'Estrange Howard, 11e comte de Carlisle (1895-1963), qui épouse Bridget Helen Hore-Ruthven en 1918. Après leur divorce il se remarie avec Esme Mary Shrubb Iredell en 1947[1] ;
- Constance Howard (1897–1964), décédée célibataire ;
- Ankaret Cecilia Caroline Howard (1900-1945), qui épouse William Jackson, 7e baronnet en 1927[3] ;
- Elizabeth Howard (1903–1969), qui épouse Laurence Robert Maconochie-Welwood en 1934.

Lord Carlisle est décédé le 20 janvier 1912, à l'âge de 44 ans, et est enterré dans une tombe au prieuré de Lanercost, Cumbria. Son fils unique George lui succède. Lady Carlisle lui a survécu 45 ans et est décédée en décembre 1957, à l'âge de 90 ans.